# アルサベンゼン
アルサベンゼン(Arsabenzene)は、化学式C5H5Asの有機ヒ素複素環式化合物である。C5H5E (E= N, P, As, Sb, Bi)の一般式で表されるヘテロアレンと呼ばれる化合物の1つである。IUPAC名は、アルシニン(arsinine)。
タマネギの匂いのする液体で、加熱により分解する。両座配位子で、η1(As)-またはη6(π)-を用いて配位する。
アルサベンゼンと関連化合物の研究は、炭素と重元素の間の複数の結合を含む化合物の理解に重要な役割を果たした。
ヘテロアレンの研究は、2,4,6-トリフェニルホスファベンゼンを合成したMarklにより始められた。これは、2,4,6-三置換ピリリウム塩をホスフィンで処理することで得られた。アルサベンゼンの最初の誘導体は、Jutzi and Bickelhauptにより合成された9-アルサアントラセンである
。

## 構造
アルサベンゼンは、平面状である。C-C結合の距離は1.39 A、As-C結合の距離は1.85 Aであり、これは通常のAs-C単結合の距離よりも6.6%短い。
|  |

核磁気共鳴分光法による分析で、反磁性環電流を持つことが示された。

## 合成
アルサベンゼンは、1,4-ペンタジインから2段階で合成される。1,4-ペンタジインはジブチルスタナンと反応して1,1-ジブチルスタナシクロヘキサ-2,5-ジエンを与える。この有機スズ化合物が三塩化ヒ素により、As/Sn交換を受けて、1-クロロアシクロヘキサジエンとなり、加熱により塩化水素を失って、アルサベンゼンを形成する。
CH2(CHCH)2SnBu2 + AsCl3 → CH2(CHCH)2AsCl + Bu2SnCl2
CH2(CHCH)2AsCl → C5H5As + HCl

## 反応
アルサベンゼンは、オルト位及びパラ位で芳香族求電子置換反応をする。また、フリーデル・クラフツ アシル化反応もする。
ピリジンは通常ディールス・アルダー反応をしないが、アルサベンゼンはヘキサフルオロ-2-ブチンとともにジエンとして振る舞う。対応するホスホリンとベンゼンは、それぞれ100℃と200℃で類似の反応をする。これらのヘテロベンゼンが求電子剤とともにディールス・アルダー反応をする能力は、周期表で下がるほど大きくなる。ビスマベンゼンは反応性が高いため、二量体と平衡状態で存在する。
アルサベンゼンはピリジンよりもはるかに塩基性が小さく、ルイス酸と反応しない。トリフルオロ酢酸はこの分子をプロトン化しない。